# Кьоселер (окръг Кюстенджа)
 Тази статия е за селото в Румъния.  За селото в Република Гърция вижте Кьоселер.  
Кьоселер (на румънски: Petroșani) е село в окръг Кюстенджа, Северна Добруджа, Румъния.

## История
До 1940 година в Кьоселер има българско население, което се изселва в България по силата на подписаната през септември същата година Крайовската спогодба.

## Личности
Родени в Кьоселер
- Георги Иванов Георгиев, български военен летец, подофицер, загинал през Втората световна война[1]